# Royaume-Uni au Concours Eurovision de la chanson 2010
Le Royaume-Uni a participé au Concours Eurovision de la chanson 2010.

## Résultats de la sélection nationale
la sélection sera assurée lors d'une émission spéciale Your Country Needs You! 2010 de la British Broadcasting Corporation (BBC).
| # | Artiste       | Chanson (artiste original)                      | Résultat |
| - | ------------- | ----------------------------------------------- | -------- |
| 1 | Karen Harding | What Do I Have to Do? (Kylie Minogue)           | Éliminé  |
| 2 | Alexis Gerred | Never Gonna Give You Up (Rick Astley)           | 2nd tour |
| 3 | Uni5          | Last Thing on My Mind (Bananarama)              | Éliminé  |
| 4 | Esma Akkilic  | This Time I Know It's for Real (Donna Summer)   | 2nd tour |
| 5 | Josh          | Too Many Broken Hearts (Jason Donovan)          | 2nd tour |
| 6 | Miss Fitz     | Better the Devil You Know (Kylie Minogue/Steps) | Éliminé  |

| # | Artiste       | Chanson de l'Eurovision | Résultat |
| - | ------------- | ----------------------- | -------- |
| 1 | Alexis Gerred | That Sounds Good to Me  | 2e       |
| 2 | Esma Akkilic  | That Sounds Good to Me  | 3e       |
| 3 | Josh          | That Sounds Good to Me  | 1e       |